# Irv Gotti

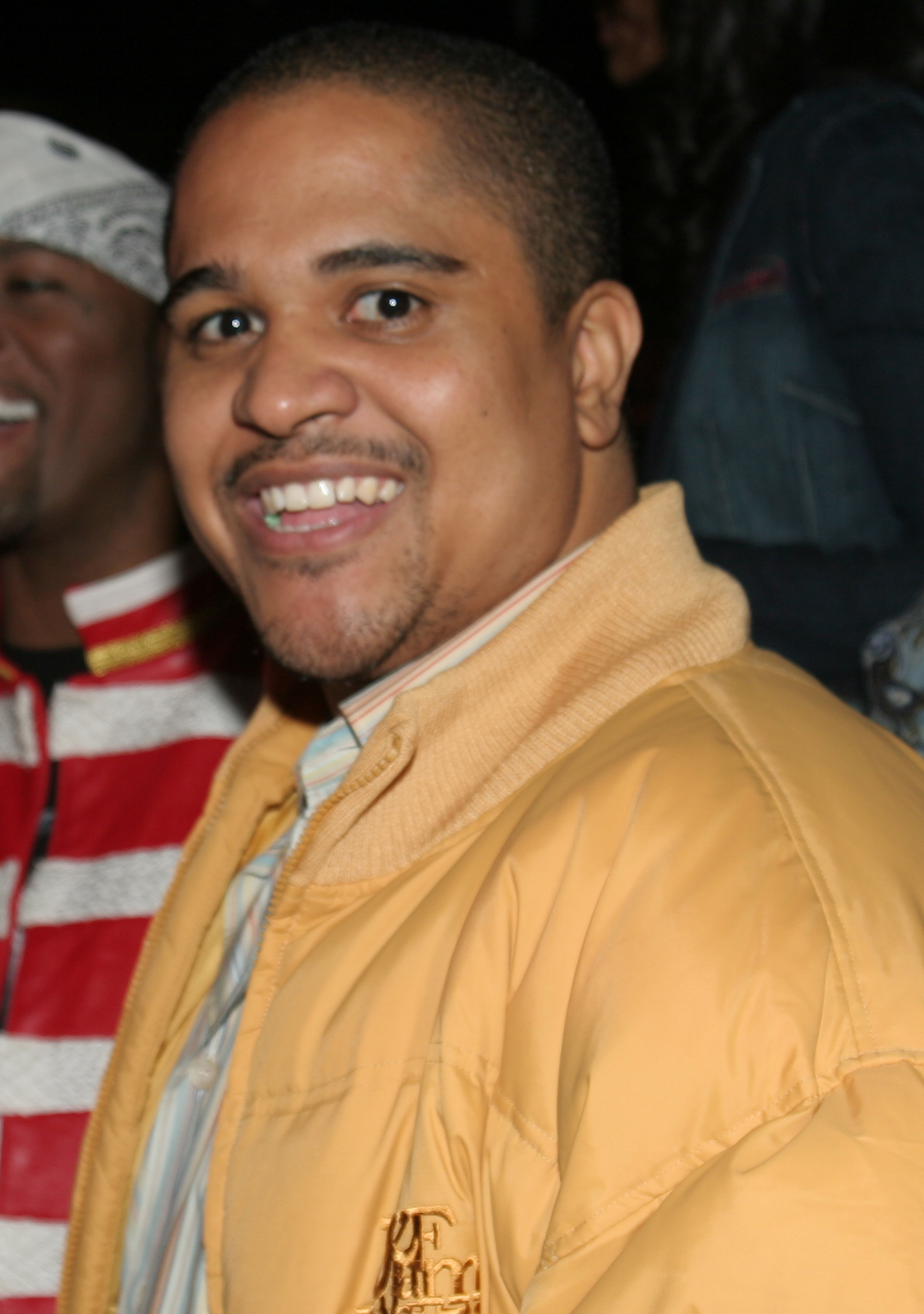
Irv Gotti

Irv Gotti (geboren als Irving Lorenzo) (New York, 26 juni 1970 – aldaar, 5 februari 2025) was een Amerikaanse hiphop- en r&b-platenproducent en de oprichter van Murder Inc. Records. Onder Gotti's leiding werden prominente hiphop- en r&b-sterren als Ja Rule, Ashanti, Lloyd, Vita, Caddillac Tah, Black Child, Charli Baltimore en Bobby Brown onder contract genomen. Gotti verscheen in videoclips als Ashanti's "Foolish" en Ja Rule's "Down 4 U" en "Thug Lovin'".
In 2003 veranderde de naam van het platenlabel Murder Inc. in The Inc., maar de naamsbekendheid van Murder Inc. was jarenlang nog steeds groter.
In 2004 kwam The Inc. onder toezicht van de Amerikaanse autoriteiten wegens witwaspraktijken van zwart geld voor de New Yorkse drugskoning en boezemvriend "Supreme" McGriff. Ook werd er een onderzoek naar het platenlabel ingesteld. Op 25 januari 2005 meldden Irv Gotti en zijn broer Chris zich bij de politie waar zij zichzelf onschuldig verklaarden. Zij kregen in ruil voor hun vrijlating een boete van $1 miljoen. Deze boete zou hen echter wel voor verdere aanklachten behoeden.
Gotti overleed op 54-jarige leeftijd.